# 牛窪万里子
牛窪 万里子（うしくぼ まりこ、8月8日 - ）は、日本のフリーアナウンサー。メリディアンプロモーション代表取締役。2025年4月より成蹊大学経営学部客員教授に就任。

## 人物
共立女子高等学校、成蹊大学を経てサントリー時代にNHK放送研修センター・日本語センターに通学。オーディションを受け合格し、NHKのキャスターとして活動。
2002年にフリーアナウンサーの事務所「メリディアンプロモーション」を設立。経営者としても活動している。
現在はNHK『ラジオ深夜便』インタビュー、『身近なことからSDGs』パーソナリティーを務める傍ら、大手企業での講演活動や、共立女子大学での課外講座、NHK文化センターカルチャー教室（青山）で話し方やコミュニケーション術をテーマにセミナーや講演、企業研修も行っている。
また、メリディアンアナウンススクールの運営にも力を注いでいる。

## 出演歴
- イブニングネットワーク首都圏
- こんにちはいっと6けん
- 首都圏ネットワーク
- おはよう日本
- ゆうどきネットワーク
- BSいきいき首都圏
- ネットワークにっぽん
- TVウワサの真相
- 政治学原論
- レディス4
- 魅力！女子力（ラジオ番組）2015年4月よりレギュラー出演。（RKB毎日放送、RKK熊本放送、西日本放送、四国放送、福井放送、山口放送）
- アンミカのレディオ フィーカ　TOKYO FM & FM OH！2局ネット （2016年10月1日〜2019年3月）
- 素敵！大人女子（ラジオ番組）2019年4月よりレギュラー出演中。（西日本放送、四国放送、山口放送）
- 身近なことからSDGs（ラジオ番組）2021年10月-パーソナリティー（全国11局）
- NHK『ラジオ深夜便』インタビューコーナーに出演中

## 司会・講演
【主な講演】
- 講演実績

【司会】
- 「国土交通省「バス創業100周年」記念式典
- JR東海「京都学･東京プロジェクト2003」
- 社団法人日本マーケティング・リサーチ協会（JMRA）創立30周年記念カンファランス
- 柏市「農業を考える」シンポジウム
- la prairieブランド誕生25周年記念パーティー
- ドクター・シーラボ一部上場記念パーティー
- 叙々苑カップ芸能人ゴルフチャンピオン決定戦　表彰式
- 光文社「STORY」＆レオナール ゴルフパーティー
- 大和ハウス創立50周年記念パーティー
- サントリー賀詞懇親会・新社屋記念イベント
- ウィーンフィルハーモニー管弦楽団セレモニー
- AIU全国保険セミナー
- がん患者全国大会
- 「おいしいごはんdeゼミナール」にて上戸彩等とのトークショー（2007年7月～2008年3月）
- 柴田書店創立60周年記念
- 優良ふるさと食品中央コンクール表彰式
- 桂由美着物ショー
- 假屋崎省吾の世界　華ルネッサンス　レセプション
- 東京駅グランルーフ開業祝賀会
- 安倍なつみ「光へ　Classical&Crossover-」発売記念コンベンション
- 日野原重明氏「だいすきなおばあちゃん」発刊記念特別講演会
- ダイヤモンドプリンセス日本就航イベント
- ODA60周年記念　国際開発計画（UNDP)主催レセプション
- 日本ジュエリー協会関連イベント
- NEC Visonary Week2022 モデレーター
- 東京都産業労働局パワーハラスメント防止対策オンラインセミナー　ファシリテーター
- 日経BOOKプラス　対談インタビュアー（動画チャンネル）

## 著書
- 『見るだけ30分!!あなたに合った「聞く」「話す」が自然にできる!』すばる舎
- 『初対面の相手も、おもわず本音をもらすアナウンサーの質問レシピ』総合法令出版
- 『仕事ができる人は「声」が違う！』すばる舎
- 『なぜか好かれる人の「言葉」と「表現」の選び方』明日香出版社（2022年2月10日）
- 『難しい相手もなぜか本音を話し始めるたった2つの法則 入門・油田掘メソッド』日経BP社（2022年4月14日）